# Arnold Umformtechnik
Die Arnold Umformtechnik GmbH & Co. KG ist eine Unternehmensgruppe mit Sitz in Forchtenberg, die Verbindungselemente und Kaltfließpressteile herstellt und als internationaler Entwicklungspartner mit den OEMs und Zulieferern der Automobil- und Elektroindustrie zusammenarbeitet. Arnold gehört seit 1994 zur Würth-Gruppe.
Arnold Umformtechnik bildet zusammen mit Arnold Technique France S.A, Arnold Fasteners (Shenyang) Co., Ltd. und Arnold Fastening Systems Inc. die Arnold Group.

## Geschichte
Die im Jahre 1898 von Louis und Carl Arnold an der Stelle älterer Mühlenbetriebe gegründete Schraubenfabrik L. & C. Arnold in Ernsbach begann mit der Produktion von Holzschrauben für den Eigenbedarf der Eisenmöbelfabrik Arnold in Schorndorf. Die Schraubenfabrik wechselte 1913 auf das heutige Areal in Ernsbach und wurde zum größten Industriebetrieb im Kochertal. Nach 1945 erfolgte der Wiederaufbau. Die Fertigungseinrichtungen wurden erweitert und das Produktprogramm um Blech- und Schneidschrauben ergänzt. Der Unternehmenssitz Ernsbach wurde 1972 nach Forchtenberg eingemeindet. Werner Berger, Enkel des Unternehmensgründers und Leiter des Unternehmens ab 1949, wurde 1978 Ehrenbürger von Forchtenberg.
Ab den 1970er Jahren begann ein Wandel. Die Fertigung von gewindefurchenden Schrauben wurde aufgenommen. Lizenzen für Taptite, DUO-Taptite, Remform und Torx wurden erworben, Mehrstufenpressen zur Fertigung von komplizierten Zeichnungsteilen angeschafft, der Betrieb modernisiert.
Bedingt durch einen Eigentumswechsel innerhalb des L. & C. Arnold Firmenverbandes wurde die Schraubenfabrik unter dem Namen Arnold Umformtechnik im Jahre 1994 ein eigenständiges Unternehmen der Würth-Gruppe. Größere Investitionen im Maschinenpark, der Härterei und Galvanik waren die Folge.
Eigenständige Unternehmungen in China, Frankreich und USA sowie Vertriebsbüros in Indien, Österreich, Polen, Spanien und Tschechien wurden aufgebaut.
Heute fertigt die Arnold-Gruppe jährlich ca. 5 Milliarden Teile (Stand 2021). Das Unternehmen ist nach DIN EN ISO 9001, ISO/TS 16949 sowie ISO 50001 zertifiziert.
2017 erfolgte unter dem Claim „BlueFastening Systems“ eine Neupositionierung von Arnold. Durch den Merger der sich bisher bei Arnold Umformtechnik separat entwickelnden Fastener Kompetenz mit der beim Tochterunternehmen Arnold & Shinjo seit 1994 aufgebauten Systemkompetenz wurden die Kernkompetenzen neu geordnet.

## Produktspektrum
- Gewindefurchende Schrauben (Metall – Kunststoff)
- Einpresssysteme für Bleche
- Einpressbolzen für Leichtmetalle und Kunststoffe
- Kaltfließpressteile – Mehrstufenteile
- Verbindungselemente nach Zeichnung
- Bolzen, Niete, Hohlteile, Doppelgewindebolzen
- Schraubensicherungen (mechanisch und chemisch)
- Rapid Prototyping

## Nachhaltigkeit
Das Unternehmen ist Mitglied der WIN-Charta des Landes Baden-Württemberg und hat 2021 die zehn Prinzipien des Global Compact der Vereinten Nationen unterschrieben.